# Amorphinopsis siamensis
Amorphinopsis siamensis är en svampdjursart som först beskrevs av Topsent 1925.  Amorphinopsis siamensis ingår i släktet Amorphinopsis och familjen Halichondriidae.
Artens utbredningsområde är Thailand. Inga underarter finns listade i Catalogue of Life.